# フィル・リズート
フィリップ・フランシス・リズート（Philip Francis Rizzuto, 1917年9月25日 - 2007年8月13日）は、1940～1950年代に活躍した元プロ野球選手（内野手）。アメリカ合衆国ニューヨーク州ニューヨーク市生まれ。右投げ右打ち。
出生時の名前はフィエロ(Fiero)。イタリア系アメリカ人で、イタリア語の発音ではリッツートが近い。
ニックネームは"Scooter"（スクーター）。170cmに満たない小柄な選手ながら、機敏な守備と勝負強いバッティングで、ヤンキースの7度のワールドシリーズ制覇に貢献した。

## 経歴

### 現役時代
ブルックリンの路面電車の運転手の息子として生まれる。通っていたリッチモンドヒル高校では野球のほかにフットボールもしていた。1937年にアマチュアのフリーエージェントとしてニューヨーク・ヤンキースと契約し、1941年にメジャーにデビューする。後のベースボールカードの記載によれば、リズートは身長が5フィート6インチ（約168cm）と小さすぎるために、ブルックリン・ドジャースが彼の入団を拒否したのだという。リズートは1年目に打率.307を記録しただけでなく、遊撃手としてリーグ最多の109の併殺を記録し守備能力の高さもアピールする。2年目の1942年にはオールスターゲーム出場選手に選出され、またワールドシリーズでは1本の本塁打を含む21打数8安打の活躍を見せた。
1943年から4年間は第二次世界大戦で海軍に従軍したため現役を中断、1947年に現役復帰する。1949年シーズンには169安打、110得点を記録し同年のMVP投票でテッド・ウィリアムズ（レッドソックス）に次ぐ次点となり、翌1950年に打率.324、200安打、125得点を記録、アメリカンリーグの最優秀選手となった
。リズートはこの時期打撃面で目立った活躍をする一方、1949年から1952年までの4年間続けてリーグ最多の犠打数を記録しており、この時期のワールドシリーズ連覇に不可欠な存在だった。
1956年に38歳で現役を引退。引退時には遊撃手として1217併殺を記録しており、当時遊撃手の併殺歴代1位だったルーク・アップリング（ホワイトソックス）の1424併殺に次ぐ記録だった。

### 引退後
引退後は1957年から1995年までの38年間ヤンキース戦の中継解説者・アナウンサーを担当、"Unbelievable!"、"Holy Cow!"、"Did you see that!?"等の名調子で知られた。リズートが中継を担当した試合の中には、ロジャー・マリスがシーズン61号本塁打を放った試合や、パインタール事件が起きた試合などが含まれている。1995年に解説者活動の引退を表明するが、これには同年逝去した後輩のミッキー・マントルの葬儀に試合中継のため参列できなかったことが理由とされている。それでも後進のアナウンサーたちには、リズートは『ヤンキースの声(The Voice of The Yankees)』と称えられた。

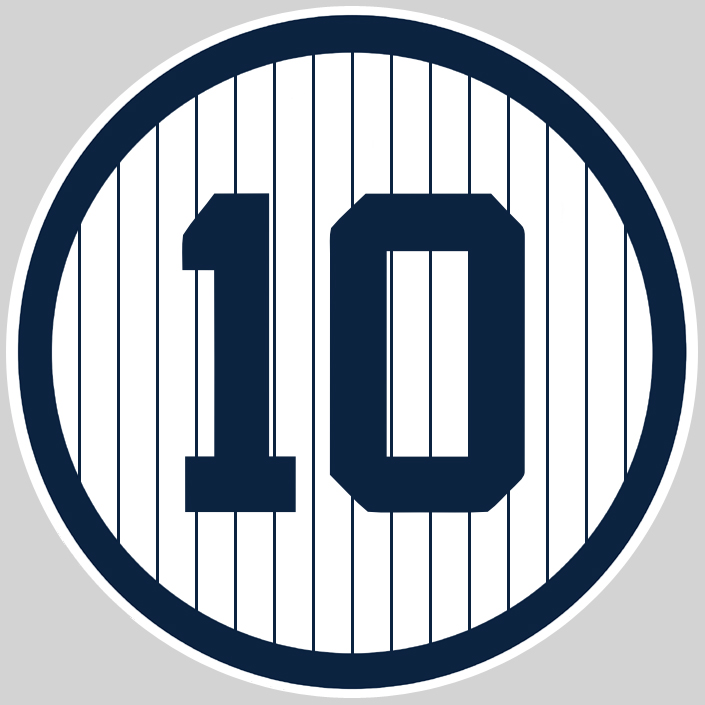
リズートの背番号「10」。
ニューヨーク･ヤンキースの永久欠番に1985年指定。

1985年、ヤンキースはリズートの背番号『10』を永久欠番に指定した。その前年（1984年）にライバルとされたブルックリン・ドジャースの名遊撃手だったピー・ウィー・リースが殿堂入りした（彼も小柄な遊撃手で、現役引退後長く試合中継に従事するなど、経歴もリズートと似ていた）こともあり、永久欠番指定後もヤンキースファンによるリズートの殿堂入りのキャンペーンが熱を帯びた時期があった。テッド・ウィリアムズも支持者の一人としてリズートの殿堂入りを後押ししたという。リズートがベテランズ委員会によりアメリカ野球殿堂入り選手に選出されたのは1994年のことである。
2007年8月13日に肺炎のため89歳で死去。逝去当時はリズートがもっとも長く生きたヤンキース永久欠番選手だった。翌日のヤンキース対オリオールズの試合はリズートの追悼試合とされ、ヤンキースタジアムに半旗が掲げられるほか、残りのシーズン試合にてヤンキースナインは喪章としてヤンキースのユニフォームの左袖に「10」がつけられた。

## 詳細情報

### 年度別打撃成績
| 年 度      | 球 団      | 試 合        | 打 席        | 打 数        | 得 点        | 安 打        | 二 塁 打     | 三 塁 打     | 本 塁 打     | 塁 打        | 打 点        | 盗 塁        | 盗 塁 死     | 犠 打        | 犠 飛        | 四 球        | 敬 遠        | 死 球        | 三 振        | 併 殺 打     | 打 率        | 出 塁 率     | 長 打 率     | O P S        |
| ---------- | ---------- | ------------ | ------------ | ------------ | ------------ | ------------ | ------------ | ------------ | ------------ | ------------ | ------------ | ------------ | ------------ | ------------ | ------------ | ------------ | ------------ | ------------ | ------------ | ------------ | ------------ | ------------ | ------------ | ------------ |
| 1941       | NYY        | 133          | 548          | 515          | 65           | 158          | 20           | 9            | 3            | 205          | 46           | 14           | 5            | 5            | --           | 27           | --           | 1            | 36           | 13           | .307         | .343         | .398         | .741         |
| 1942       | NYY        | 144          | 613          | 553          | 79           | 157          | 24           | 7            | 4            | 207          | 68           | 22           | 6            | 10           | --           | 44           | --           | 6            | 40           | 13           | .284         | .343         | .374         | .718         |
| 1943       | NYY        | 試合出場なし | 試合出場なし | 試合出場なし | 試合出場なし | 試合出場なし | 試合出場なし | 試合出場なし | 試合出場なし | 試合出場なし | 試合出場なし | 試合出場なし | 試合出場なし | 試合出場なし | 試合出場なし | 試合出場なし | 試合出場なし | 試合出場なし | 試合出場なし | 試合出場なし | 試合出場なし | 試合出場なし | 試合出場なし | 試合出場なし |
| 1944       | NYY        | 試合出場なし | 試合出場なし | 試合出場なし | 試合出場なし | 試合出場なし | 試合出場なし | 試合出場なし | 試合出場なし | 試合出場なし | 試合出場なし | 試合出場なし | 試合出場なし | 試合出場なし | 試合出場なし | 試合出場なし | 試合出場なし | 試合出場なし | 試合出場なし | 試合出場なし | 試合出場なし | 試合出場なし | 試合出場なし | 試合出場なし |
| 1945       | NYY        | 試合出場なし | 試合出場なし | 試合出場なし | 試合出場なし | 試合出場なし | 試合出場なし | 試合出場なし | 試合出場なし | 試合出場なし | 試合出場なし | 試合出場なし | 試合出場なし | 試合出場なし | 試合出場なし | 試合出場なし | 試合出場なし | 試合出場なし | 試合出場なし | 試合出場なし | 試合出場なし | 試合出場なし | 試合出場なし | 試合出場なし |
| 1946       | NYY        | 126          | 518          | 471          | 53           | 121          | 17           | 1            | 2            | 146          | 38           | 14           | 7            | 7            | --           | 34           | --           | 6            | 39           | 10           | .257         | .315         | .310         | .625         |
| 1947       | NYY        | 153          | 623          | 549          | 78           | 150          | 26           | 9            | 2            | 200          | 60           | 11           | 6            | 9            | --           | 57           | --           | 8            | 31           | 6            | .273         | .350         | .364         | .714         |
| 1948       | NYY        | 128          | 539          | 464          | 65           | 117          | 13           | 2            | 6            | 152          | 50           | 6            | 5            | 13           | --           | 60           | --           | 2            | 24           | 6            | .252         | .340         | .328         | .668         |
| 1949       | NYY        | 153          | 712          | 614          | 110          | 169          | 22           | 7            | 5            | 220          | 65           | 18           | 6            | 25           | --           | 72           | --           | 1            | 34           | 18           | .275         | .352         | .358         | .711         |
| 1950       | NYY        | 155          | 735          | 617          | 125          | 200          | 36           | 7            | 7            | 271          | 66           | 12           | 8            | 19           | --           | 92           | --           | 7            | 39           | 6            | .324         | .418         | .439         | .857         |
| 1951       | NYY        | 144          | 629          | 540          | 87           | 148          | 21           | 6            | 2            | 187          | 43           | 18           | 3            | 26           | --           | 58           | --           | 5            | 27           | 10           | .274         | .350         | .346         | .696         |
| 1952       | NYY        | 152          | 673          | 578          | 89           | 147          | 24           | 10           | 2            | 197          | 43           | 17           | 6            | 23           | --           | 67           | --           | 5            | 42           | 9            | .254         | .337         | .341         | .678         |
| 1953       | NYY        | 134          | 506          | 413          | 54           | 112          | 21           | 3            | 2            | 145          | 54           | 4            | 3            | 18           | --           | 71           | --           | 4            | 39           | 6            | .271         | .383         | .351         | .734         |
| 1954       | NYY        | 127          | 369          | 307          | 47           | 60           | 11           | 0            | 2            | 77           | 15           | 3            | 2            | 18           | 2            | 41           | --           | 1            | 23           | 7            | .195         | .291         | .251         | .541         |
| 1955       | NYY        | 81           | 181          | 143          | 19           | 37           | 4            | 1            | 1            | 46           | 9            | 7            | 1            | 13           | 0            | 22           | 1            | 3            | 18           | 2            | .259         | .369         | .322         | .691         |
| 1956       | NYY        | 31           | 65           | 52           | 6            | 12           | 0            | 0            | 0            | 12           | 6            | 3            | 0            | 7            | 0            | 6            | 0            | 0            | 6            | 1            | .231         | .310         | .231         | .541         |
| 通算：13年 | 通算：13年 | 1661         | 6711         | 5816         | 877          | 1588         | 239          | 62           | 38           | 2065         | 563          | 149          | 58           | 193          | 2            | 651          | 1            | 49           | 398          | 107          | .273         | .351         | .355         | .706         |

- 各年度の太字はリーグ最高

### 表彰
- シーズンMVP：1回　1950年